# Alfred Kutjevskij
Alfred Iosifovitj Kutjevskij (ryska: Альфред Иосифович Кучевский), född 17 maj 1931 i Moskva, död 15 maj 2000 i Moskva, var en sovjetisk ishockeyspelare.
Han blev olympisk guldmedaljör i ishockey vid vinterspelen 1956 i Cortina d'Ampezzo.